# Дмитар Дијак
Дмитар Дијак (XVI век) био је српски преписивач књига и илуминатор. Реч дијак означава професионалног световног преписивача књига.

## Дело
Дмитар Дијак је исписао и илуминирао заставицама четворојеванђеље које се чува у манастиру свете Тројице код Пљеваља. Дијак је 1564-1565. радио код сарајевских златара Десисалића на преписивању једног патерика. Овај рад се чува у Музеју српске православне цркве у Сарајеву. Дмитру је приписивано и богато украшено Четворојеванђеље из Равне Реке код Бијелог поља, које се до Другог светског рата налазило у манастиру Пакри.